# Великоплоске
Великопло́ске (у минулому — Плоске) — село в Україні, у Великоплосківській сільській громаді Роздільнянського району Одеської області. Населення становить 3344 осіб. Відстань до Великої Михайлівки становить 26 км і проходить автошляхом Т 1615. Неподалік від села розташований пункт пропуску через українсько-молдавський кордон Великоплоске—Мелеєшть.

## Історія
Станом на 1886 у селі Плоске, центрі Плосківської волості Тираспольського повіту Херсонської губернії, мешкало 4297 осіб, налічувалось 725 дворових господарств, існували розкольницький молитовний будинок, земська станція, 12 лавок, 8 винних погребів та винний склад, відбувались базари через 2 тижня по понеділках.
Під час Голодомору 1932—1933 років померло щонайменше 8 жителів села.
В 1924-1940 рр. Плоске входило до складу Тираспольського району (з 1935 року — Григоріопольского району) Молдавської Автономної Радянської Соціалістичної Республіки (Українська РСР). З 1940 року у складі Гросулівського району Одеської області. До 17 липня 2020 року було підпорядковане Великомихайлівському району, який був ліквідований.

## Населення
Згідно з переписом 1989 року населення села становило 3498 осіб, з яких 1486 чоловіків та 2012 жінок.
За переписом населення 2001 року в селі мешкало 3315 осіб.

### Мова
Розподіл населення за рідною мовою за даними перепису 2001 року:
| Мова       | Відсоток |
| ---------- | -------- |
| російська  | 92,43 %  |
| українська | 5,95 %   |
| румунська  | 1,23 %   |
| болгарська | 0,27 %   |
| вірменська | 0,06 %   |

## Відомі мешканці

### Народились
- Трофімов Хома Леонтійович — горновий доменної печі Дніпропетровського металургійного заводу імені Петровського Дніпропетровської області. Депутат Верховної Ради УРСР 2-го скликання.